# Паулет, Педро
Педро Паулет Мостахо (2 июля 1874, Арекипа, Перу — 30 января 1945, Буэнос-Айрес, Аргентина) — перуанский архитектор, дипломат, инженер и учёный, которому приписывают изобретение в 1895 году первого в мире жидкотопливного ракетного двигателя. Считается также, что он в 1900 году первым в мире изобрёл силовую установку для ракет. Немецкий конструктор Вернер фон Браун считал Паулета «отцом воздухоплавания». В Национальном аэрокосмическом музее в Вашингтоне есть небольшая мемориальная доска в память о Педро Паулете.

## Биография
О разработках Паулета ничего не было известно вплоть до 27 октября 1927 года, когда он написал письмо из Рима в Лиму в местную газету El Comercio, где утверждал, что 30 лет назад он проводил опыты с жидкотопливным ракетным двигателем. Заявление Паулета взбудоражило тогда учёный мир, и если бы его претензии на тот момент имели подтверждение, отцом-основателем жидкотопливного ракетостроения считался бы именно он, а не Роберт Годдард, который в 1926 году испытал прототип транспортного средства, оснащённого двигателем на жидком топливе.
Считается также, что Паулет в 1900 году разработал реактивную силовую установку, а также самолёт, оснащённый термобатареями и ракетными двигателями в 1902 году.
В 1890 году Педро Паулет был зачислен в дипломатический корпус и выполнял различные поручения перуанского правительства. Его первым назначением была поездка в Париж в качестве консула. В 1902 году он был переведён в Бельгию в Антверпен в качестве генконсула. Именно там он и закончил свои наброски для «Торпедоплана системы Паулета».
По поручению правительства Перу ему приходилось выполнять некоторые официальные обязанности, возложенные на него, что отвлекало его от его проекта. Однако правительство также давало ему и задания, связанные с наукой и техникой. Например, в его просили оценить, насколько целесообразной и осуществимой может стать прокладка беспроводной телеграфной линии через Тихий океан, и именно основываясь на его теоретических выкладках, такая телеграфная линия была создана в Перу.
В 1904 правительство Перу поручило ему взять на себя создание и руководство Школой Искусств и Торговли (предшественник нынешнего Института передовых технологий). Для выполнения этого проекта Паулет изучал учебные программы ведущих технических учебных заведений Европы. Он также пригласил ведущих инженеров для участия в проекте. Вскоре после своего создания Школа была оснащена лучшим на тот момент оборудованием для выполнения своей главной цели.

## Наследие
Паулет совмещал руководство Школой с работой над журналом Ilustración Peruana, который он основал в 1906 году. Этот журнал был рассчитан на юных читателей и имел научно-техническую направленность. Целью данного издания было заинтересовать молодёжь техникой, особенно воздухоплаванием.
27 декабря 2006 года Перу успешно осуществила пуск ракеты «Paulet I». Это был совместный проект ВВС Перу и других научных предприятий республики. Название проект получил в честь Педро Паулета. Ракета достигла отметки в 45 км, а её скорость в пять раз превышала скорость звука. Это был первый рывок Перу в космос. В дальнейшие планы Перу входит вывод на орбиту Земли первого искусственного спутника.
В своей книге «История мирового воздухоплавания» Вернер фон Браун утверждал, что «Педро Паулет, уже будучи в 1900 году в Париже, экспериментировал со своим небольшим двигателем массой два с половиной килограмма и уже тогда достиг тяги в 100 кг». Тем самым Браун признаёт, что именно Паулета следует считать пионером в области жидкотопливного ракетного двигателя. Позже в своём труде «История ракетостроения и полётов в космос» фон Браун считает, что именно Паулет помог человеку добраться до Луны.
В Перу день рождения Паулета объявлен Днём Воздухоплавания.
В музее перуанских ВВС в Лиме есть «Зал Педро Паулета», представляющий собой обширную экспозицию, на которой выставлены работы Паулета, его наброски, чертежи и масштабные модели его изобретений.